# Hisn al-Ghurab
Hisn al-Ghurab (Castell del Corb) és una fortalesa i una muntanya del Iemen a la governació de Xabwa, a l'antic sultanat Wahidi de Bir Ali, prop de Bir Ali. La muntanya és d'origen volcànic i en forma de promontori protegeix una badia al nord'est de la qual hi ha Bir Ali, el millo port de la zona entre Aden i Mukalla. La fortalesa està a uns 4 km de la ciutat. Es pensa que unes ruïnes al peu de la muntanya correspondrien a la Cane Emporium del Periplus. Les ruïnes de la fortalesa són al cim on s'accedeix per una sendera amb antigues inscripcions que testimonien l'antic nom sudaràbig de la muntanya "Urr MWYT" i el port (KN). Alguns situen Cane a Bal Haf (a l'oest) o a Madjdaha (10 km a l'est) però modernament la ubicació a Bir Ali ha predominat.